# フロリス1世 (ホラント伯)
フロリス1世（Floris I, 1017年ごろ - 1061年6月28日）は、ホラント伯（在位：1049年 - 1061年）。

## 生涯
フロリス1世はホラント伯ディルク3世とオテレンディスの間にフラールディンゲンで生まれた。1049年に兄ディルク4世が殺害され、フロリス1世はホラント伯位を継承した。1050年ごろにザクセン公ベルンハルト2世の娘ゲルトルートと結婚した。
フロリス1世は皇帝に対するロートリンゲン貴族の反乱に巻き込まれた。ヘーメルトの戦いにおいてザルトボメルから退却する際に待ち伏せされ、1061年6月28日に戦死した。息子ディルク5世が伯位を継承した。1063年、ゲルトルートは後にフランドル伯となるロベール1世と結婚し、ホラントの摂政となりディルク5世の後見人となった。

## 子女
- アルベール（1051年頃生） - リエージュの司祭
- ディルク5世（1052年頃 - 1091年） - ホラント伯
- ピエール（1053年頃生） - リエージュの司祭
- ベルタ（1055年頃 - 1093年） - フランス王フィリップ1世と結婚[1]
- フロリス（1055年頃生） - リエージュの司祭
- マティルド（1057年頃生）- クロスタラート伯アダルベルト1世・フォン・サッフェンブルクと結婚
- アデル（1061年頃生） - ギネ伯ボードゥアン1世と結婚

## 脚注

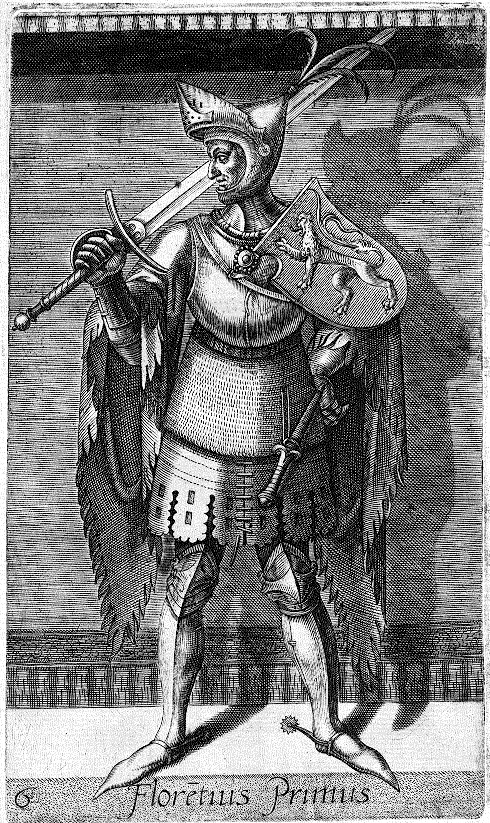
フロリス1世